# Paniciște, Kiustendil
Paniciște (în bulgară Паничище) este un sat în comuna Sapareva Banea, regiunea Kiustendil,  Bulgaria. 

## Demografie
Componența etnică a satului Paniciște
     Nicio identificare (100%)
     Altele (0%)
La recensământul din 2011, populația satului Paniciște era de 1 locuitori. . Pentru 100,0% din locuitori nu este cunoscută apartenența etnică.